# Viscount Stansgate

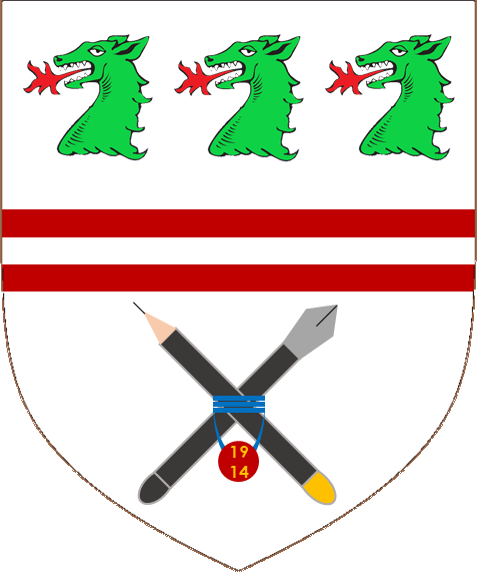
Wappen der Viscounts Stansgate

Viscount Stansgate, of Stansgate in the County of Essex, ist ein erblicher britischer Adelstitel in der Peerage of the United Kingdom.
Der Titel wurde im Januar 1942 für William Wedgwood Benn geschaffen. Dieser war Labour-Politiker und ehemaliger Secretary of State for India und Secretary of State for Air.
Da der älteste Sohn des 1. Viscounts im Zweiten Weltkrieg gefallen war, erbte sein zweitgeborener Sohn Tony Benn bei dessen Tod 1960 den Titel. Tony Benn war zu diesem Zeitpunkt Labour-Abgeordneter im House of Commons und verlor diesen Sitz automatisch, als er zusammen mit dem Viscounttitel den damit verbundenen Sitz im House of Lords erbte (eine Mitgliedschaft in beiden Häusern ist nicht erlaubt). Da es keine rechtliche Möglichkeit gab, den Adelstitel abzugeben, betrieb er eine Kampagne für eine entsprechende Gesetzesänderung. Die Kampagne war schließlich erfolgreich und führte zum Peerage Act 1963. Dieses erlaubte ihm am 31. Juli 1963 auf Lebenszeit auf den Titel zu verzichten. Der Titel ruhte dadurch bis zu seinem Tod im Jahr 2014 und ging sodann auf dessen Sohn Stephen Benn über.

## Liste der Viscounts Stansgate (1942)
- William Benn, 1. Viscount Stansgate (1877–1960)
- Anthony („Tony“) Benn, 2. Viscount Stansgate (1925–2014) (Titelverzicht 1963)
- Stephen Benn, 3. Viscount Stansgate (* 1951)

Titelerbe (Heir Apparent) ist der Sohn des aktuellen Titelinhabers Daniel Benn (* 1991).